# Avia BH-16
De Avia BH-16 is een Tsjechoslowaaks eenzitslaagdekker sportvliegtuig gebouwd door Avia. De BH-16 is ontworpen door Pavel Beneš en Miroslav Hajn en vloog voor het eerst in 1924.

## Specificaties
- Bemanning: 1
- Lengte: 5,13 m
- Spanwijdte: 9,50 m
- Vleugeloppervlak: 10,6 m2
- Leeggewicht: 130 kg
- Volgewicht: 238 kg

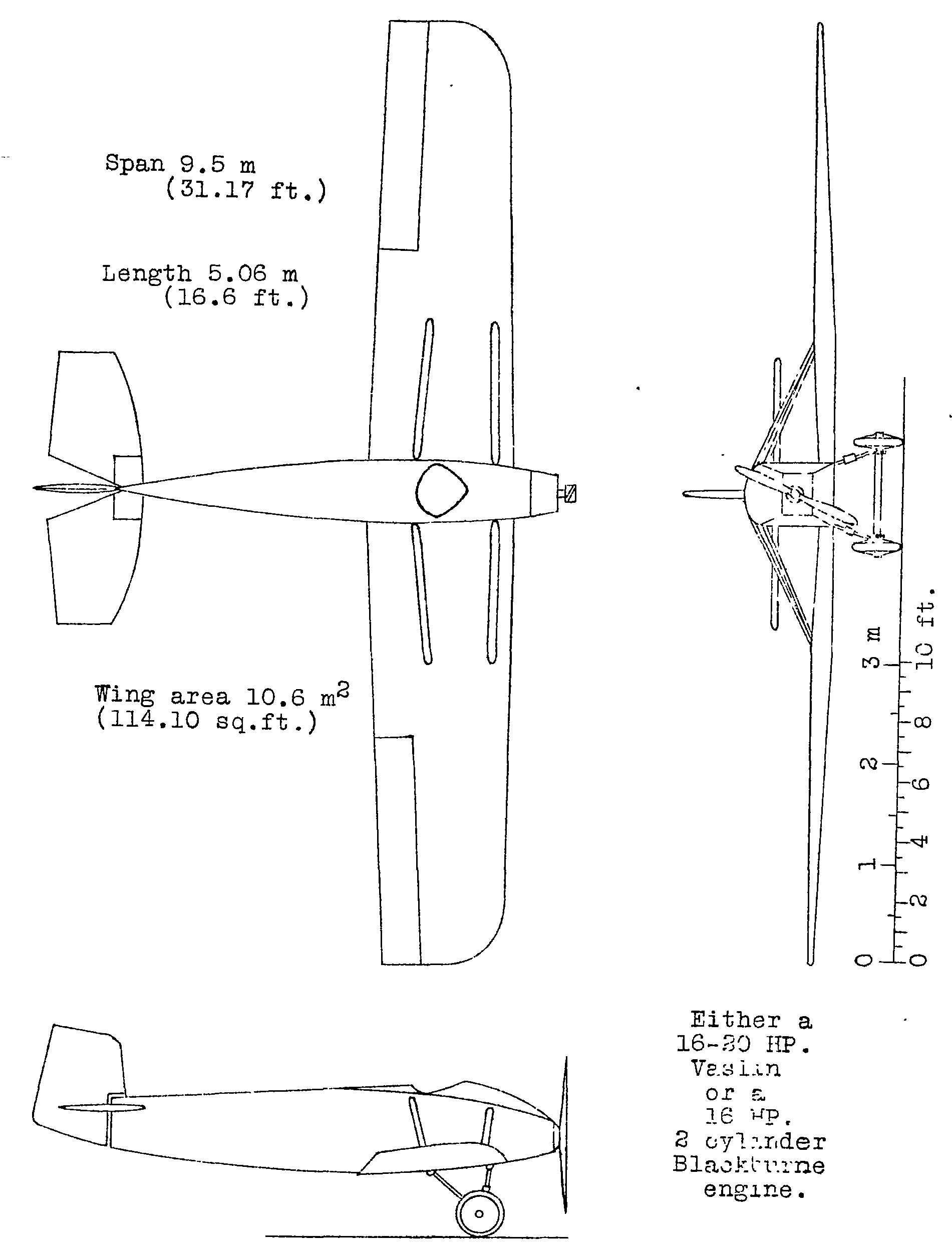
Avia BH-16

- Motor: 1× Vaslin Blackburne, 12 kW (16 pk)
- Maximumsnelheid: 116 km/h
- Vliegbereik: 500 km
- Plafond: 2 000 m
- Klimsnelheid: 1,0 m/s